# Monti Ajgulakskij
I monti Ajgulakskij (in russo Айгулакский хребет?, Ajgulakskij chrebet) sono una catena montuosa dei monti Altaj, nella Siberia meridionale, in Russia. I monti si trovano nell'Ongudajskij e nell'Ulaganskij rajon della Repubblica dell'Altaj.

## Geografia
La catena montuosa è uno spartiacque dei fiumi Čuja (a sud) e Kadrin (a nord), ambedue affluenti del Katun'. La valle del Katun' li delimitata ad ovest e li separa dai monti Terektinskij, mentre la stretta valle della Čibitka a est li divide dalla cresta dei Kurajskij. Nel fondo valle, alimentato dalla Čibitka che ne è anche l'emissario, si trova il lago Čejbekkël'. La catena si allunga per circa 85 km. La cima più alta tocca i 2 752 m.
La cresta della catena è ricoperta dalla taiga (Cedrus e larice), sopra i 2 000 metri c'è la tundra di montagna. 
A sud e a ovest dei monti Ajgulakskij, le valli della Čuja e del Katun' sono percorse dalla strada R256.